# Die blaue Mazur
Personnages
- Julian comte Olinski (ténor)
- Blanka von Lossin (soprano)
- Clemens von Reiger (baryton)
- Adolar von Sprintz, son neveu (ténor-bouffon)
- Albin Edler von Planting (baryton)
- Leopold Klammdatsch (baryton)
- Gretl Aigner (soubrette)

Airs
- Tanzt der Pole die Mazur

Die blaue Mazur (en français, La mazur bleue) est un opéra de Franz Lehár sur un livret de Leo Stein et Béla Jenbach.

## Argument
En Pologne, la comtesse Blanka von Lossin de Vienne a un mariage malheureux avec le comte Olinski de Pologne. En raison de l'infidélité de son mari, sa femme le quitte et cherche le bonheur ailleurs. En fin de compte, les deux époux se rendent compte qu'ils vont ensemble et l'histoire se termine bien.

## Musique
L'opérette Die blaue Mazur est composée par Franz Lehár en utilisant des éléments stylistiques polonais. Le titre est dérivé de la mazurka. Malgré un mélange réussi de styles musicaux, l'œuvre ne réussit pas à s'imposer. Aujourd'hui, l'opérette est rarement interprétée comme une œuvre complète. Des morceaux individuels de musique sont parfois joués lors de concerts. La plus connue est la chanson Tanzt der Pole die Mazur.

## Source de la traduction
- (de) Cet article est partiellement ou en totalité issu de l’article de Wikipédia en allemand intitulé « Die blaue Mazur » (voir la liste des auteurs).